# Headplate
Headplate är ett svenskt nu metal-band, som startades 1993 men tog namnet Headplate först 1998. Efter deras första officiella demo "Sleepy" (1998) fick de kontrakt med Gain Production. De debuterade med albumet Bullsized, utgivet 2000 av Gain Production. Deras första video, "Bullsized", visades på bland annat SVT:s Voxpop och MTV:s Superrock. Gruppen har sedan dess släppt ytterligare två album; Delicate samt Pieces som endast släpptes utanför Sverige och som är en samling låtar från deras två första album.

## Medlemmar
Nuvarande medlemmar
- Daniel (Schou) Granstedt (född 27 december 1975) – gitarr, körsång (1993– )
- Niklas Österlund – trummor (1993– )
- Håkan Skoger – basgitarr (1994–2003, 2012– )
- Johan Andreassen – basgitarr (2003–2005, 2012– )

Tidigare medlemmar
- Magnus Klavborn – sång (1998–2004)
- Marcus Österlund – basgitarr (1993–1994), gitarr (1994–1999)

## Diskografi
Studioalbum
- Bullsized – (2000)
- Delicate – (2002)
- 12-12-12 – (2012)

Samlingsalbum
- Pieces – (2003)